# ささくれ
ささくれ、もしくはさかむけとは、人の特に手の爪の根元を覆う後爪郭の表皮が剥けた状態やその表皮、また木材や竹などが部分的に毛羽立った状態を指す。ささくれになることをささくれる、ささくれ立つと表現する。比喩として、心の荒んだ状態を「心がささくれ立つ」という。
以下では人の指にできるささくれについて述べる。

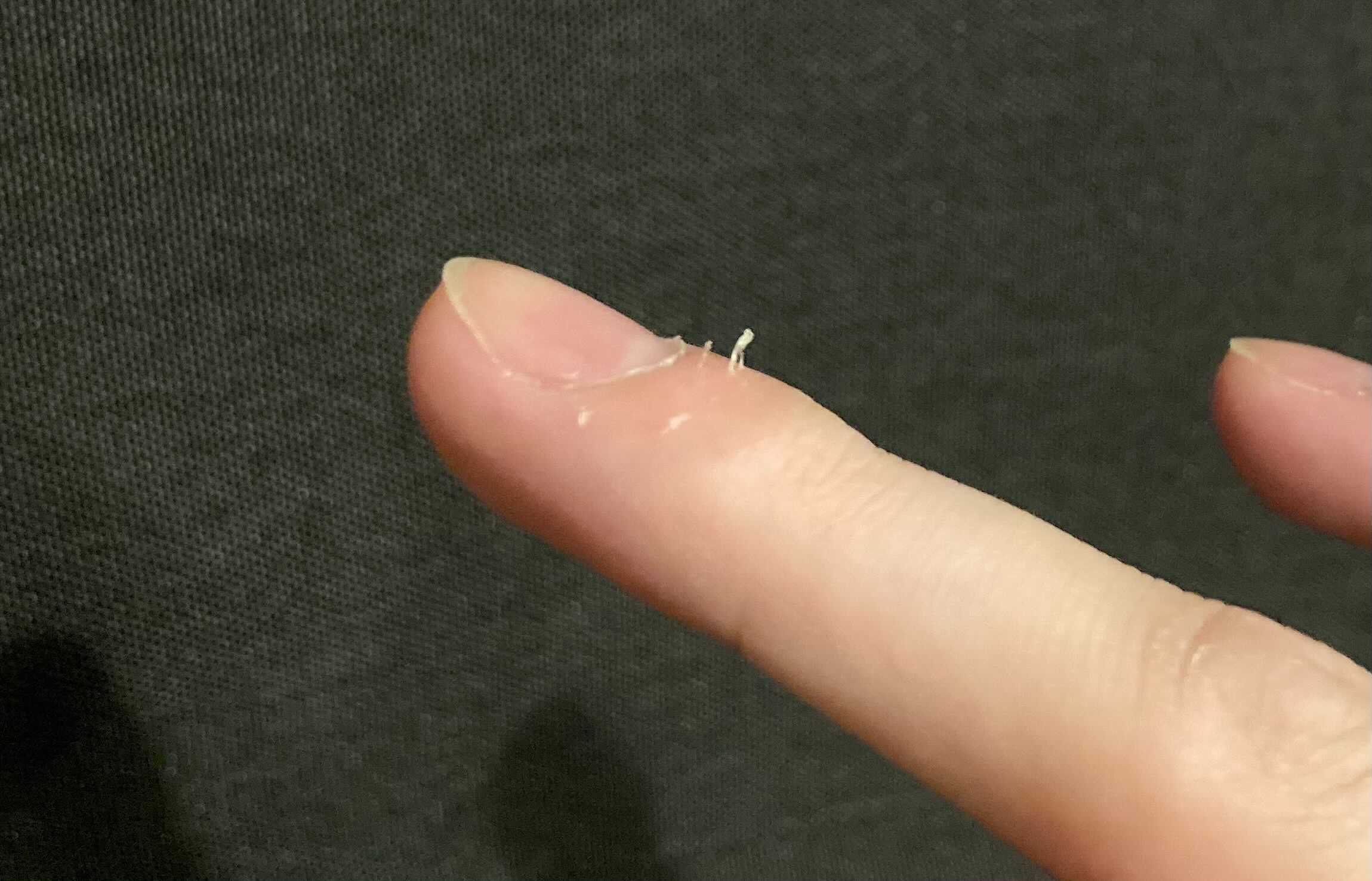
成人の薬指のささくれ

## 原因
人の指のささくれは、水分・油分・栄養の不足が主な原因である。乾燥した空気やマニキュアの除光液（リムーバー）などで指先の水分・油分が失われると、表皮が脆くなりささくれ立ってしまうことが多い。また別の原因として、皮膚炎や湿疹歯周病なども考えられる。

## 対処
ささくれを意図して剥いていくと出血することがあり、出血しなくとも真皮が露出する事もある。感染症の原因になりうるので、意図して剥くことは避けた方がよい。
瘭疽に移行した場合には指を切開して膿を出す必要がある。
対処法としては、キューティクルオイルを爪の根元（後爪郭）に塗るなどの油分補給をする。

## 迷信
「親不孝をするとささくれができる」という迷信がある。このことからささくれのことを「親不孝」と呼ぶこともある。